# Hilsenbergia lyciacea
Hilsenbergia lyciacea är en strävbladig växtart som först beskrevs av M. Thulin, och fick sitt nu gällande namn av J. S. Mill. Hilsenbergia lyciacea ingår i släktet Hilsenbergia och familjen strävbladiga växter. Inga underarter finns listade i Catalogue of Life.